# Reino de Vaspurakan
Vaspurakan (transliterado como Vasbouragan en armenio occidental; en armenio: Վասպուրական: o Vaspowrakan, que significa la "tierra noble" o "tierra de príncipes") fue el mayor de los principados que componían el reino medieval de Armenia y posteriormente un reino independiente durante la Edad Media abarcando las costas del lago Van. Localizado en la actual frontera entre Turquía e Irán, la región es considerada la cuna de la civilización armenia.

## Historia
Durante la mayoría de su historia el principado fue gobernado por la dinastía Ardzruni. En su máxima extensión Vaspurakan comprendía las tierras entre el lago Van y el lago Urmía (también llamado Kaputan) en 908. Durante este tiempo fueron un vasallo del reino bagratuni  de Ani.
Vaspurakan se convirtió en un reino en 908, cuándo Gagik I de Vaspurakan fue reconocido como rey de Armenia por los abásidas como su aliado. Sin embargo, pronto cambió de bando y junto a Ashot II se enfrentó y derrotó a los árabes, siendo reconocido como rey de Vaspurakan por el bagratuni Ashot II. 
El reino de Vaspurakan no tuvo una capital concreta sino que siguiendo los usos del tiempo tenía una corte itinerante. Fueron sedes habituales Van, y Ostan/Vostan (actual Gevaş) entre otras.
En 1021 Seneqerim Artsruni cedió Vaspurakan al Imperio bizantino, recibiendo Sebasteia y su entorno. Vaspurakan se convirtió en una provincia bizantina (thema) llamada Vasprakania o Media . Aproximadamente en 1050 Vasprakania fue fusionada con aquel Taron, pero poco después fue conquistado por los turcos selyúcidas entre 1054-1056. En el siglo XIII Vaspurakan fue liberada por los zacaridas para ser poco después conquistada sucesivamente por los mongoles y los turcos otomanos. 
Después de la anexión bizantina la dinastía continuó a través de Derenik, hijo de Gurgen Khatchik, quién fue  señor de Antzivaziq en 1004 y tuvo dos hermanos: Gugik y Ashot. El rey Hovhannes-Seneqerim también tuvo varios hijos: David, Atom, Abushal y Constantino. Hay una leyenda sobre que la hija Seneqerim fue prometida a Mendo Alao, un alano quién vivió en Lusitania. David tuvo una hija casada con el rey Gagik II de Ani. Otra rama cadete surgió de Khatchik el Grande en 1040, quién tuvo tres niños: Hasan, Djendjluk y Ishkhanik. Hasan tuvo un hijo llamado Abelgharib quién tuvo una hija casada con el rey David de Ani.

## Gobernantes

### Príncipes
- Hamazasp II, príncipe (800–836). Casado con una hija de Ashot Msaker Bagratuni .
- Ashot I Abulabus Artsruni, príncipe (836–852). Hijo de Hamazasp II.
- Gurgen I Artsruni, príncipe (852–853). Hermano de Ashot I.
- Abu Djafar Artsruni, príncipe (853–854). Probablemente hermano de Ashot I.
- Gurgen II Artsruni de Mardastan, príncipe. (854–857). Pariente distante.
- Grigor-Derenik Artsruni, príncipe (857–868). casado con Sofía, hija de Ashot I Bagratuni el Grande, príncipe de Armenia. Hijo de Ashot I Artsruni.
- Ashot I Abulabus Artsruni, príncipe (868–874).  Segundo reinado.
- Grigor-Derenik Artsruni, príncipe (874–887). Segundo reinado.
- Gagik Abu Morvan Artsruni, regente en nombre de los hijos de Grigor-Derenik (887–896) y luego príncipe usurpador (896–898).
- Ashot-Sargis Artsruni (Ashot II), príncipe (898–900). Hijo de Grigor-Derenik.
- (Ocupación del emir sayí Afshin (900).)
- Safi, gobernador de Van (900–901).
- Ashot-Sargis Artsruni (Ashot II) (901–904). Restablecido. Tras su muerte Vaspurakan fue  dividido entre:
- Gagik III (I) Artsruni, príncipe y luego rey en el noroeste de Vaspurakan (904–908). Hermano de Ashot-Sargis.
- Gurgen III Artsruni, príncipe en el sureste de Vaspurakan (904–925). Hermano de Ashot-Sargis.

### Reyes
- Gagik I (III) Artsruni, primer rey (908-925 en el noroeste parte en 925-943 de todo Vaspurakan)
- Derenik-Ashot (Ashot III), rey (943–953). Hijo de Gagik I.
- Abusahl-Hamazasp, rey (953–972). Hermano de Derenik-Ashot I.
- Ashot-Sahak (Ashot IV), rey (972–983). Hijo de Abusahl-Hamazasp.
- Gurgen-Khachik (Gurgen IV), rey (983–1003) y Señor de Antzevasiq. Hermano de Ashot-Sahak.
- Seneqerim-Hovhannes, hermano de Ashot-Sahak, rey (1003–1021) y señor de Rechtuniq. Hermano de Gurgen Khatchik.